# Selaginella blepharophylla
Selaginella blepharophylla är en mosslummerväxtart som beskrevs av Arthur Hugh Garfit Alston. Selaginella blepharophylla ingår i släktet mosslumrar, och familjen mosslummerväxter. Inga underarter finns listade i Catalogue of Life.